# Dichaetophora sarawakana
Dichaetophora sarawakana är en tvåvingeart som först beskrevs av Toyohi Okada 1984.  Dichaetophora sarawakana ingår i släktet Dichaetophora och familjen daggflugor.
Artens utbredningsområde är Sarawak. Inga underarter finns listade i Catalogue of Life.